# Dinastía Flavia
Por dinastía Flavia se conoce una familia de emperadores romanos, que comprendió a tres gobernantes que ocuparon el trono 27 años, lo que hizo de ella la más corta de las dinastías de emperadores romanos, al igual que la de los emperadores ilirios. Los tres pertenecieron a la gens romana de los Flavii.

## Historia
Los nombres de sus integrantes son:
- Vespasiano de 69 a 79
- Tito de 79 a 81
- Domiciano de 81 a 96

Los Flavios consiguieron el poder tras el año de los cuatro emperadores, la primera guerra civil tras el comienzo del Imperio de Augusto. Sus emperadores lograron volver a poner en orden las finanzas del estado, agotadas por el reinado y fastos de Nerón, y borraron las secuelas del terrible año que acababa.
Vespasiano alcanzó el éxito en sus cometidos. Bajo su reinado, la revuelta de Judea fue aplastada (asedio de Masada), el tesoro del estado se recuperó, y las destrucciones causadas por la guerra se repararon. Signo de la gran mejoría económica del Imperio romano es que en esta época se construyó el Coliseo, probablemente la construcción antigua más impresionante.
Se recuperó el signo hereditario del Imperio Julio-Claudio; Vespasiano asoció desde el comienzo de su reinado a sus dos hijos Tito y Domiciano, con el título de César. Estos tres hombres monopolizaron el título consular durante el reinado de Vespasiano, y sus hijos continuaron durante sus reinados atribuyéndose con cierta asiduidad la prestigiosa dignidad consular.

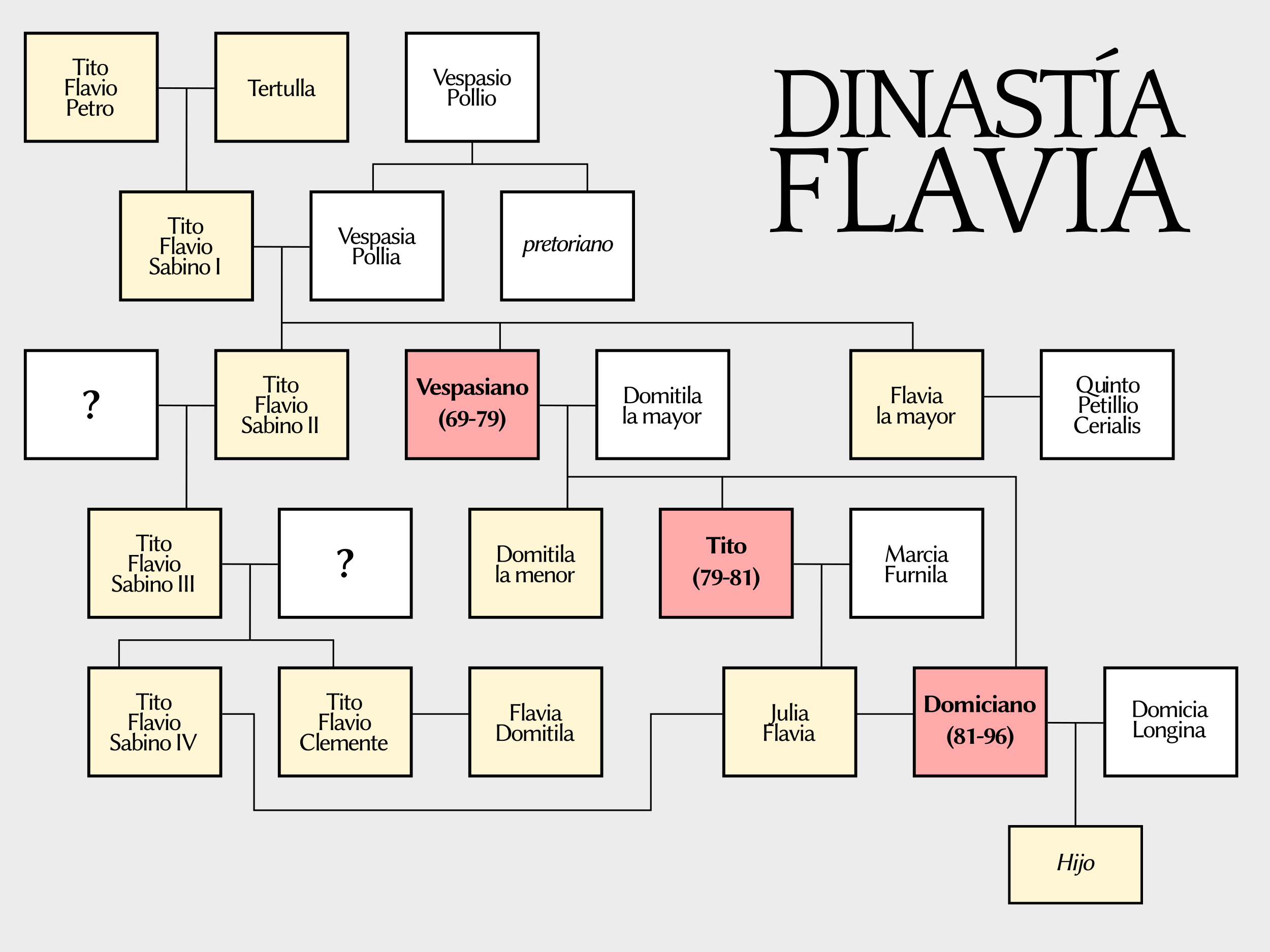
Árbol genealógico de la dinastía Flavia.

Con Vespasiano, el estatus de Príncipe se hace oficial con la ley llamada lex de imperio Vespasiani, la cual precisa los poderes del emperador, salvando así la imprecisa definición de Augusto, y contribuyendo a hacer del Príncipe no solo un hombre excepcionalmente revestido de numerosos poderes sino también un magistrado del pueblo de Roma.
Destaca otra evolución, la que se produjo al proclamar Vespasiano dies imperii (esto es, día de aniversario del comienzo de sus funciones) el día de su aclamación por el ejército, aun antes de haber sido investido de sus poderes por el Senado, y particularmente de su imperium, a pesar de que lógicamente hasta entonces el dies imperii correspondía a esta toma de poder. El emperador dejó así abierta la puerta a la validez de una proclamación del ejército, y solo este, sobre el próximo emperador. La repetición de este hecho en el siglo III y siguientes fue uno de los factores de la decadencia del Imperio romano. Con los Antoninos, el Senado no sería más que una cámara de registros, y como consecuencia su poder no hizo más que disminuir.

## Emperadores de la dinastía
1. Vespasiano (69-79)
2. Tito (79-81)
3. Domiciano (81-96)